# Reculver
Reculver is een plaats in het bestuurlijke gebied Maidstone, in het Engelse graafschap Kent. Reculver komt in het Domesday Book (1086) voor als 'Roculf'.